# Juniperus turbinata
Genévrier turbiné, Genévrier méditerranéen
Espèce
Statut de conservation UICN

NT : Quasi menacé
Juniperus turbinata, le Genévrier turbiné ou Genévrier méditerranéen, est une espèce de Conifères de la famille des Cupressaceae, endémique de la région méditerranéenne.

## Description

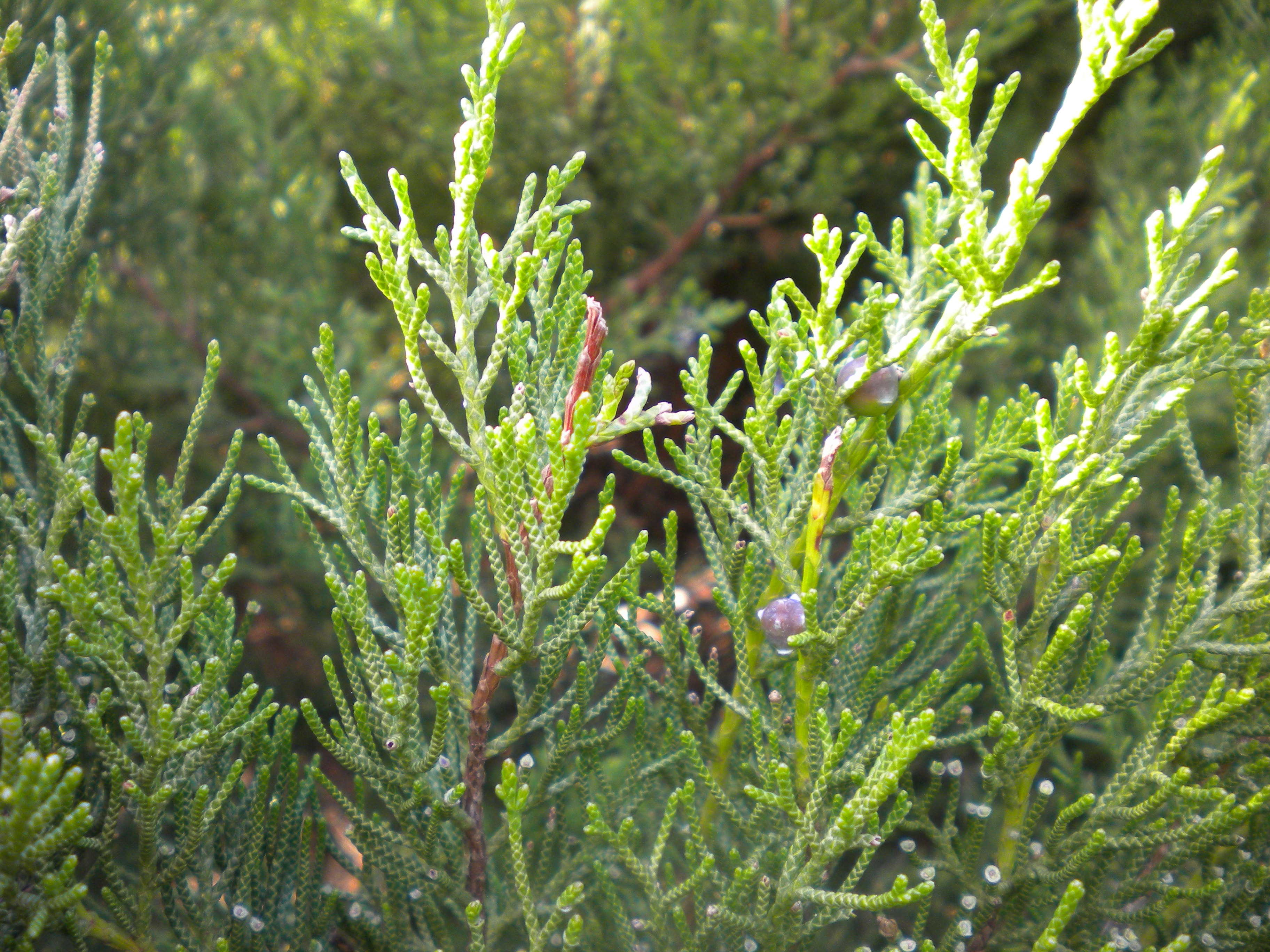
Feuillage.

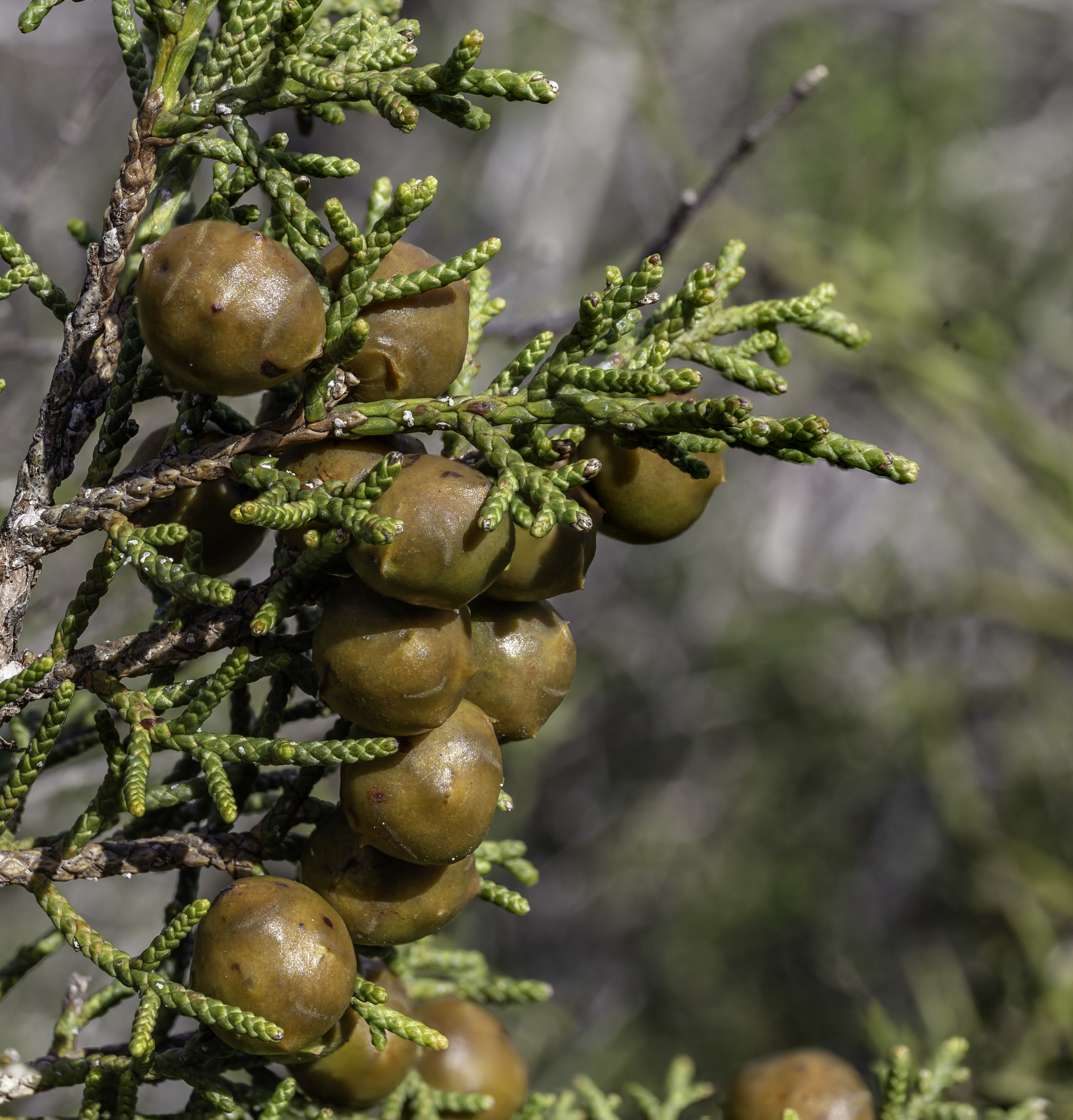
Fruits.

Juniperus turbinata est un grand arbuste, ou un petit arbre, d'une hauteur de 8 à 12 m. L'espèce diffère de Juniperus phoenicea (le Genévrier de Phénicie, dont elle est parfois considérée comme une sous-espèce, sous le nom Juniperus phoenicea subsp. turbinata) essentiellement par un cône plus large. Les différences morphologiques, isoenzymatiques et génétiques ont permis de déterminer les aires de répartition des deux espèces.

## Répartition
L'espèce est indigène dans la majorité des pays bordant la Méditerranée (tandis que Juniperus phoenicea se limite aux côtes nord-ouest) : France (Corse et côte continentale), Grèce, Italie (dont Sardaigne et Sicile), Maroc, Portugal (dont Algarve, Estremadura), Espagne (Canaries, Baléares et côte continentale), Tunisie, ex-Yougoslavie, Chypre, Algérie, Libye, Turquie et nord de la péninsule arabique. La zone d'occupation est estimée à moins de 2 000 km2 et, bien que largement distribuées le long des côtes de la Méditerranée, les sous-populations sont dispersées et généralement petites. La tendance générale de la population est inconnue selon l'UICN (17 janvier 2024).

## Habitat et écologie

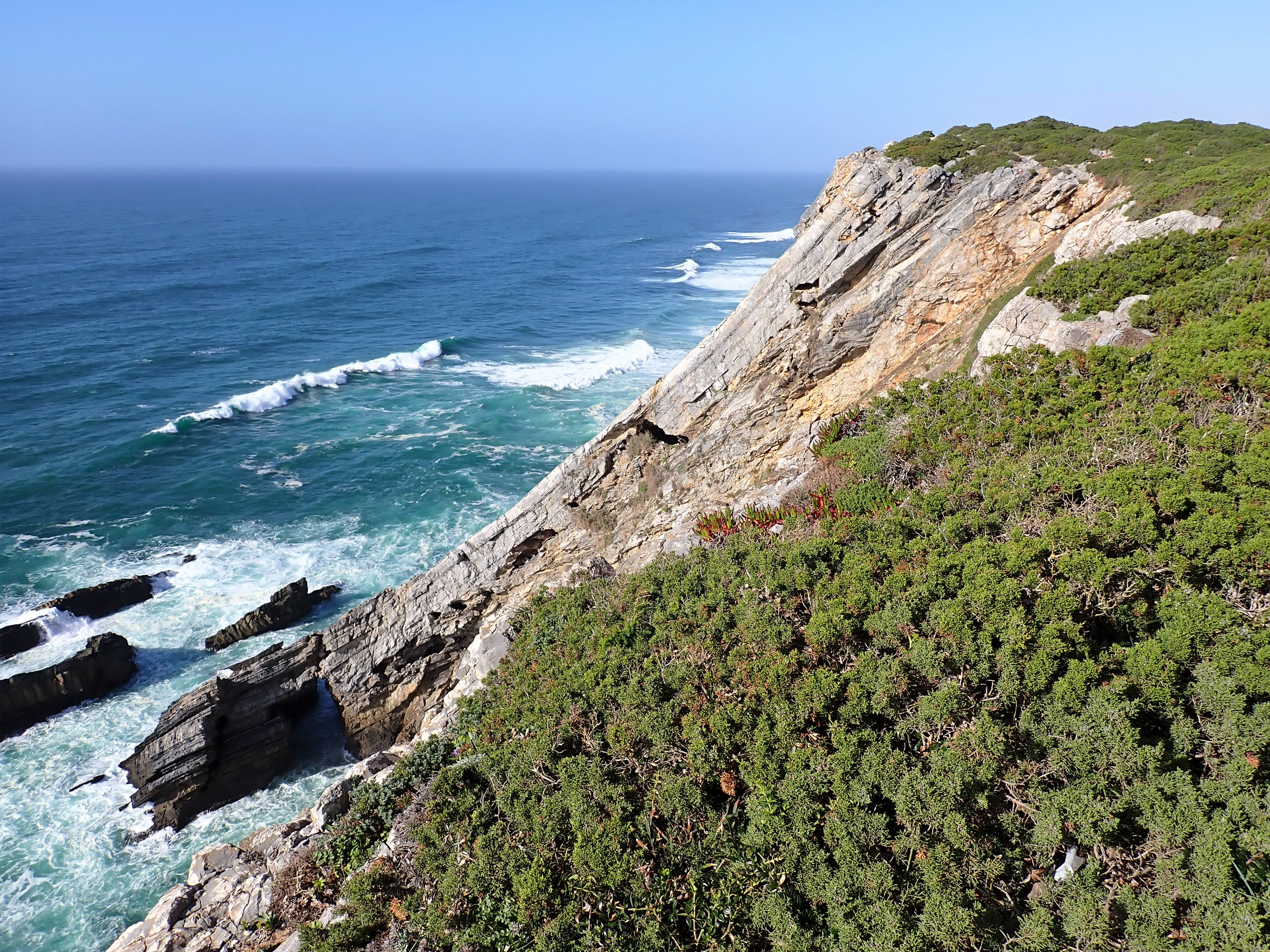
Genévriers turbinés sur la côte.

Cette espèce est limitée aux habitats maritimes littoraux, sur les rochers ou les dunes de sable. C'est une espèce caractéristique des dunes côtières brunes couvertes naturellement ou quasi naturellement de pins thermophiles, des bois de Juniperus phoenicea, des fourrés à Genévrier de Phénicie, des matorrals arborescents à Juniperus lycia. C'est également une espèce indicatrice des junipéraies littorales à Genévrier à gros fruits, des junipéraies littorales à Genévrier turbiné de France continentale, des yeuseraies à Genévrier de Phénicie des falaises continentales, des peuplements littoraux de Pin d'Alep et Genévriers de Phénicie sur sables ou rochers, et des garrigues et pré-maquis des falaises littorales thermo-méditerranéennes de la Corse.

## Menaces et conservation
Le Genévrier turbiné est considéré comme une « espèce quasi menacée » (NT) par l'UICN (17 janvier 2024). Son habitat est menacé, en particulier dans les régions côtières où le tourisme est très développé, comme le sud de l'Espagne. Le tourisme a sans aucun doute conduit à un déclin des sous-populations, bien que généralement aucun taux de perte n'a été enregistré. Cette perte d'habitat est irréversible, mais le rythme de construction et d'aménagement des terrains de golf, etc. se serait ralenti. Le déclin de l'espèce a donc également ralenti ou s'est plus ou moins arrêté, mais, en raison de la large répartition des localités, aucune vision d'ensemble n'est disponible.

## Systématique
L'espèce a été décrite en premier en 1844 dans le genre Juniperus sous le basionyme Juniperus turbinata, par le botaniste italien Giovanni Gussone. Elle est selon certaines sources,, considérée comme une sous-espèce de Juniperus phoenicea. Elle est nommée en français « Genévrier turbiné » ou « Genévrier méditerranéen ».
Juniperus turbinata a pour synonymes :
(homotypiques)
- Juniperus phoenicea var. turbinata (Guss.) Parl. in A.P.de Candolle, Prodr. 16(2): 487 (1868)
- Juniperus phoenicea subsp. turbinata (Guss.) Nyman in Consp. Fl. Eur.: 676 (1881)
- Sabina turbinata (Guss.) Antoine in Cupress.-Gatt.: 41 (1857)

(hétérotypiques)
- Cupressus devoniana Beissn. in Handb. Nadelholzk.: 116 (1891)
- Juniperus lycia L. in Sp. Pl.: 1039 (1753), nom. utique rej.
- Juniperus oophora Kunze in Flora 29: 637 (1846)
- Juniperus phoenicea subsp. eumediterranea P.Lebreton & Thivend in Naturalia Monspel., Sér. Bot. 47: 8 (1981)
- Juniperus phoenicea var. lobelii Guss. in Pl. Rar.: 370 (1826)
- Juniperus phoenicea var. lycia (L.) St.-Lag. in A.Cariot, Étude Fl., éd. 8, 2: 762 (1889)
- Juniperus phoenicea var. macrocarpa St.-Lag. in A.Cariot, Étude Fl., éd. 8, 2: 762 (1889)
- Juniperus phoenicea var. malacocarpa Endl. in Syn. Conif.: 30 (1847)
- Juniperus phoenicea f. megalocarpa Maire in Bull. Soc. Hist. Nat. Afrique N. 32: 224 (1941)
- Juniperus phoenicea f. prostrata Debreczy & I.Rácz in Stud. Bot. Hung. 29: 87 (1998 publ. 1999), nom. illeg.
- Juniperus phoenicea var. sclerocarpa Endl. in Syn. Conif.: 30 (1847)
- Oxycedrus licia Garsault in Fig. Pl. Méd.: t. 89 (1764), opus utique oppr.
- Sabina lycia (L.) Antoine in Cupress.-Gatt.: 44 (1857)